# Avenida Piedra Buena
La Avenida Piedra Buena es una arteria vial de la zona sudoeste de la ciudad de Buenos Aires. 
Debe su nombre al comandante de marina Luis Piedrabuena. Dos ordenanzas establecen esta denominación: la primera, en 1904; la segunda, en 1968.
La avenida Piedrabuena tiene su recorrido dentro de la Comuna 8, en dirección norte-sur. Empieza su trayecto en la Avenida Eva Perón, arteria que constituye el límite entre los barrios de Mataderos y Villa Lugano. Esta vía, una vez, que atraviesa la autopista Dellepiane, deja de ser avenida para convertirse en una calle de un solo sentido de circulación. Termina en la avenida Roca, frente al Autódromo Gálvez, en el barrio de Villa Riachuelo.

## Intersecciones y sitios de interés

### Villa Lugano
- 3100-4300: Tramo avenida de doble mano
  - 3.100: Avenida Eva Perón y Centro de Salud y Acción Comunitaria (CESAC).[2]
  - 3.200: Ministerio de Desarrollo Humano y Hábitat de la Ciudad de Buenos Aires. Este organismo ocupa el predio del demolido Elefante Blanco.
  - 3.300: Avenida Argentina
  - 3.400-3900: Colegio Nuestra Señora de la Paz- Parroquia San José Benito Cottolengo[3]- Complejo habitacional Piedrabuena
  - 4.000: Avenida Castañares
  - 4.100: En el cruce con la calle Aquino, se encuentra una sede de la empresa metalúrgica Aluar.
  - 4.300: Autopista Dellepiane.
- 4300-4600: Tramo calle de mano única

### Villa Riachuelo
- 4600-5700: Tramo de mano única
  - 4.800: Centro comercial a cielo abierto Chilavert- Escuela Alfredo Lanari
  - 4.900: Avenida Francisco Fernández de la Cruz - Estación Piedrabuena del Metrobús- Plaza Sudamérica
  - 5.700: Avenida Coronel Roca - Estación Piedrabuena del Metrobús